# Nicky Hilton Rothschild
Nicholai Olivia Rothschild, poznatija kao Nicky Hilton (r. New York, 5. listopada 1983.), američka modna dizajnerica, manekenka i poslovna žena. Rođena je kao pripadnica hotelijerske obitelji Hilton, a udajom za Jamesa Rothschilda postala je članica poznate bogataške obitelji Rothschild.
Mlađa je kćer Richarda Hiltona, nasljednika lanaca hotela Hilton i nekadašnje glumice Kathy Hilton. Osim starije i poznatije sestre Paris Hilton ima i dvojicu mlađe braće, Barrona Nicholasa Hiltona II. i Conrada Hughesa Hiltona III.
Godine 2004. lansirala je vlastitu liniju odjeće, a potom je dizajnirala torbice za japansku modnu liniju. Tri godine kasnije lansirala je kvalitetniju i skuplju liniju odjeće. Godine 2010. lansirala je vlastitu liniju nakita u stilu art décoa. Surađivala je s dizajnerskom kućom Lineapelle, a 2019. godine najavila je prvu kolekciju obuće u suradnji s French Sole.
Dana 15. kolovoza 2004. godine udala se u Las Vegasu, Nevada za poduzetnika Todda Meistera, ali je brak razvrgnut nakon svega tri mjeseca. Godine 2011. počela se viđati s Jamesom Rothschildom, pripadnikom britanske loze obitelji Rothschild, za kojeg se udala 10. srpnja 2015. godine u Londonu.

## Vanjske poveznice
- Službene stranice (engl.)
- Nicky Hilton - famousfashiondesigners.org (engl.)